# Friedrich Stuchs
Friedrich Stuchs (* vor 1447; † nach 1454) war ein deutscher Orgelbauer des 15. Jahrhunderts mit Sitz in Nürnberg.

## Leben und Werk
Stuchs war als römisch-katholischer Orgelbauer in Nürnberg ansässig. Seine Lebensdaten sind der Fachwelt unbekannt. Er wird vor allem im Zusammenhang mit dem Bau einer neuen Hauptorgel für den Kaiser- und Mariendom im pfälzischen Speyer rezipiert.
Diese Orgel erbaute Stuchs 1454 auf der Westempore des Doms und verwendete hierfür auch Pfeifen aus dem Vorgängerinstrument. Die für den Bau erforderlichen Materialien wurden ihm von der Domverwaltung zur Verfügung gestellt. Darüber hinaus erhielt er 1000 Gulden. Die Orgelforscher Hermann Fischer und Theodor Wohnhaas gehen davon aus, dass Stuchs seinen Baustil an denjenigen von Heinrich Traxdorf in der St.-Sebald-Kirche wenige Jahre zuvor angewandten Baustil anlehnte. Der Kirchenhistoriker Johannes Emil Gugumus betrachtete es als Indiz für die Bedeutsamkeit des Instrumentes, dass es in einem Bericht zum Besuch des römisch-deutschen Königs und späteren Kaisers Maximilian I., dessen Hofkantorei sowie des prominenten Musikers Paul Hofhaimer im Jahr 1494 als eine der Sehenswürdigkeiten beschrieben wird. Der humanistische Dichter Jakob Wimpfeling nahm die Orgel in sein Lobgedicht über den Speyerer Dom auf.